# المحلاني
المحلاني هو مركز يتبع إدارياً لمحافظة عقلة الصقور في منطقة القصيم يقع على الطرف الغربي من المنطقة.

## الموقع
تقع المحلاني في في الشمال الغربي لـمنطقة القصيم وسط المملكة العربية السعودية.وتقع على ضفة وادي المحلاني المشهور أحد روافد وادي الرمة، وإلى الغرب من جبل قطن. وكما يطلق عليها كذلك اسم المحيلاني.وهي تابعة أدارياً لمحافظة عقلة الصقور التابعة لـمنطقة القصيم. وكما تبعد المحلاني عن الطريق السريع الرابط بين منطقة القصيم والمدينة المنورة (62 كم) تقريباً.

## السكان
يبلغ عدد سكان المحلاني حوالي الـ خمسة الآف نسمة.
وهم من ولد سليم من ولد محمد من حرب

## الهجر التابعة
وتتكون من عدة هجر وهي:
1. المحلاني (المركز): ويوجد بها مركز الأمارة الذي يرأسه يوسف بن عبد الله بن سالم بن صاطي بن رشيد السليمي الحربي.
2. الرويضات: وفيها مدرستين ابتدائيتين للبنين والبنات وتعليم الكبار ويوجد بالقرب منها شعيب مبحل وجبال التين والمصودعة والخدار.
3. الروضة (العايد): ويوجد بالقرب منها وادي مديسيس وشعيب الشباكية والتي تعتبر من روافد وادي المحلاني، كما يوجد بها «دار روضة المحلاني النسائية لتحفيظ القرآن الكريم» وكذلك يوجد بها عدة محال تجارية وقصر السلام للأحتفالات.
4. مشرفة: وتقع بالقرب من وادي العوين وسميت كنايةً لموقعها المرتفع المطل على الأحياء الأخرى.
5. الرفايع: كذلك تقع بالقرب من وادي العوين ويسكنها الجلادية من حرب.
6. الحمادة: وتقع بالقرب من رفايع الجلادية.
7. المساعدية: وتقع بالقرب من الروضة (العايد).
8. الربيّع: وتقع بالقرب من شعيب مبحل ووادي أبو خريط.
9. المحمدية: وتقع بالقرب من شعيب مديسيس شرق الروضة (العايد).
10. الشباكية: وتقع على ضفة شعيب الشباكية لذا سميت بهذا الاسم وكذلك تقع على الضفة الثانية للعوين.

وعدة هجر أخرى.

## المساجد والجوامع
يوجد بها أكثر من ثلاثون مسجد منها خمس جوامع بالأضافة إلى خمسة مصليات عيد موزعة على الهجر التابعة لها 

## التعليم
يوجد في المحلاني عدة مدارس وهي:
- مدرسة المحلاني الابتدائية (بنين)

أسست عام 1391 هـ وهي تابعة لمكتب التربية والتعليم في عقلة الصقور. رقم هاتف المدرسة: 062431086
- مدرسة المحلاني تربية خاصة (بنين)

أسست عام 1426 هـ وهي تابعة لمكتب التربية والتعليم في عقلة الصقور. رقم هاتف المدرسة: 062431086
- مدرسة رويضات المحلاني الابتدائية (بنين)

أسست عام 1416 هـ وهي تابعة لمكتب التربية والتعليم في الفواره. رقم هاتف المدرسة: 062480036.
- مدرسة رويضات المحلاني لتعليم الكبار (بنين)

أسست عام 1422 هـ وهي تابعة لمكتب التربية والتعليم في الفواره رفم. هاتف المدرسة: 062450380.
- مدرسة أبي فراس الحمداني المتوسطة (بنين)

أسست عام 1409 هـ وهي تابعة لمكتب التربية والتعليم في عقلة الصقور. رقم هاتف المدرسة: 062430475.
- مدرسة أبي فراس الحمداني الثانوية (بنين)

أسست عام 1416 هـ وهي تابعة لمكتب التربية والتعليم في عقلة الصقور. رقم هاتف المدرسة: 062430475
- مدرسة المحلاني الابتدائية (بنات)
- مدرسة رويضات المحلاني الابتدائية (بنات)
- مدرسة المحلاني المتوسطة (بنات)
- مدرسة المحلاني الثانوية (بنات)
- روضة أطفال

## النشاط السكاني والتجاري والأجتماعي
أمتازت المحلاني بزراعتها في العقود السابقة ونظرا لشح المياه وقلتها وكون المحلاني تقع في منطقة الدرع العربي قل النشاط الزراعي وكذلك قل نشاط رعي الأنعام المعتمد في الدرجة الأولى على الزراعة. ولم يزل هناك عدد لابأس به من مزارع الأعلاف ومزارع النخيل. وكما يوجد بها سوق الأحد ويسمى محلياً (بالبسطة) حيث يجتمع الباعة المتجولون ويعرضوا بظاعتهم في موقع محدد لهم مسبقاً. وكما يوجد بها عدد من المحال التجارية ومحاط الوقود ومشغل نسائي وصالتي أفراح وملعب لكرة القدم وعدة محال تجارية أخرى. وكذلك يوجد بها فرع لجمعية البر الخيرية ومركز بريد.

## المرافق العامة
يوجد بالمحلاني عدد من المرافق العامة كالماء (يوصل بصهاريج وزارة البيئة والمياه والزراعة)، والكهرباء، والهاتف والبريد، وكذلك بها المؤسسات الحكومية كالمدارس، ومركز الأمارة ومركز صحي، ومركز للاتصالات السلكية واللاسلكية.
كما يوجد بالمحلاني تغطية بث الاتصال اللاسلكي للهواتف النقالة «جوال» لشركتي الأتصالات السعودية وموبايلي.

## الأثار
يوجد في المحلاني قصور طين بنيت منذ عقود مضت تسمى بالمحلاني القديم ويوجد بها أبار ومنازل طين ومسجد طين مبني على الطريقة القديمة وكما يوجد مدرسة طين كانت عامرة حتى 1401 للهجرة. وكذلك مسجد أسمنتي بني في العهد الحديث، وتقع المحلاني القديمة على ضفة وادي المحلاني الغربية. وهجر أهل المحلاني القديم منازلهم ونزلوا المحلاني منذ عشرات السنين. والواقع على الجهة الشرقية من ضفة الوادي. ولا يزال الأهمال وعدم الأهتمام من السكان وأصحاب المنازل الطينية القديمة واضح مما أدى إلى جعل منازل الطين القديمة آيلة للسقوط.

## الأودية والشعاب
ويوجد بها عدة أودية وشعاب منها
- وادي المحلاني الذي يبتدئ من مصب وادي مديسيس ووادي العوين ويصب في وادي الرمة بالقرب من محافظة عقلة الصقور بعد الألتقاء مع وادي أبو خريط.
- وادي العوين الذي يمتد من مرتفعات مشاحيد ويصب في وادي مديسيس.
- ووادي مديسيس الذي يمتد من جبل التين ويصب في وادي المحلاني.
- شعيب الشباكية الذي يصب في وادي مديسيس
- وادي أبو خريط الذي يعتبر النقطة الفاصلة بين منطقة حائل ومنطقة القصيم ويمتد وويلتقي مع وادي المحلاني ووادي أمباري ويصب في وادي الرمة بالقرب من محافظة عقلة الصقور.

## الجبال
ويقع بالقرب من قرية المحلاني عدة جبال منها
- جنوباً جبال قطن وهي جبال ملمومة مستديرة الشكل ويبلغ طولها من الجنوب إلى الشمال حوالي (12 كم)، ومن الشرق إلى الغرب حوالي (10 كم). وتعتبر وجهةً سياحية لما تمتاز به من أجواء جبلية وشلالات أثناء وبعد هطول الأمطار وتبعد عن المحلاني حوالي (15 كم).
- وشرقاً جبال مشاحيد ومرتفعات البياضة.
- وشمالاً جبال التين (20 كم)وجبل الخريشاء (خريشاء الذيب) (20 كم) والمصودعة (25 كم) والخدار والبرقاء (27 كم).
- وغرباً جبال وتدة وجبل العزبة (18 كم) وجبل الرحيل (27 كم).

## أقرب المدن
- سميراء (40 كم) شمالاً.
- محافظة عقلة الصقور (42 كم) جنوباً.
- الفوارة (72 كم) شمال شرقي.
- الرس (165 كم) جنوب شرقي.
- حائل (185 كم) شمالاً.
- بريدة (240 كم) شرقاً.
- المدينة المنورة (380 كم) غرباً.

## المحلاني لدى المؤرخين
- كان العرب قديما يطلقون اسم المباهل وهو جمع مبهل على أودية مبهل وهي: (مباري-ذو العشيرة) و (المحلاني) وهو أكبرها ثم (الودي) وأخيراً (أبو عماير) مع ملاحظة التقاء المباهل قبل أن تصب في بطن وادي الرمة وهنا نص كلام الأصمعي: ((ما وإلى قطن الشمالي وبين حَبجرى وجانب قطر الشمالي جبلان تسمّيهما الناس التينين لبني فَقْعس وبنهما واد يقال له خو، قال الشاعر

خو: واد قرب قَطَن يصب في ذي العشيرة واد به نخل ومياه لبني عبد الله بن غطفان وهو يصب في الرُمة مستقبل الجنوب وفوق ذي العشيرة مبهِل.. قال بعضهم
وفوق مبهل الأجرد بئر بني بريمة وقريب منها معدن البئر وهو بريمة بن عبد الله بن غطفان.
وبأعلى مبهِل المُجَيمِر وكتيفه وجبالٌ يقال لها الوتدات لبني عبد الله بن غطفان وبأعاليه أسفل من الوتدات أبارقُ إلى سَندها رمل يسمَى الأثوار)). اه
انتهى كلام الأصمعي
- كتب المؤرخ عبد الله بن صالح العقيل في أحد هوامش كتبه بعد ذكر مسار الحجاج وأنهم يطأون الفوارة وشمال قطن: ((المحلاني: في الجهة الشمالية الغربية من القصيم، وشمال شرقي عقلة الصقور، وهي هجرة لبني سليم من حرب، تقع على ضفة وادي المحلاني المشهور أحد روافد الرمة، وإلى الغرب من جبل قطن)). اه.

وكذلك كتب: ((وادي المحلاني: وادي كبير مشهور من روافد الرمة، وهوملتقى لشعيب أبو عجارم وشعيب علو البييضة، وهو يجري شمال شرق عقلة الصقور وغربي جبل قطن، وتأتي سيوله من جهات جبل التين الواقع شمال قطن وتجتمع مع سيول وادي المباري ويتجهان جنوبا ثم يصبان في وادي الرمة قبل أن يصل مجراه إلى الخط المعبد المتجه من القصيم إلى المدينة المنورة)).
- وقد تعرض بن بليهد لذكر شعيب العشيرة (مايسسمى الآن بشعيب امباري) الذي يصب في وادي المحلاني والقول القادم للمؤرخ عبد الله بن صالح العقيل:((

أما الشيخ ابن بليهد (صحيح الأخبار 1/22) فقد تحدث عن الجبل وحدد موضعه فقال: وقال أمرؤ القيس:-
قال: وقطن جبل معلوم قريب الفوارة، وهو جبل أحمر وعنده أكمة بيضاء يقال لها: [ خيمة قطن ] لبياضها، وهو في بلاد غطفان، ويقع شمالي وادي الرمة وغربي أبان الأسود، وهو لبني عبس في الجاهلية، ويسكنه اليوم بنو حرب على اختلاف بطونهم، ثم أورد الأبيات السابقة، وقال: وهو باق بهذا الاسم.
أقول: خيمة قطن: أكمة بيضاء متسعة تقع جنوب الجبل بينهما الخط المعبد الموصل بين القصيم والمدينة المنورة، وهي ذات عشب طيب بعد الوسم، وتنبت الكمأة.
ثم تعرّض ابن بليهد للغزوة فقال: وغزوة قطن مشهورة قتل فيها / مسعود بن عروة، وأمير جيش رسول الله صلى الله عليه وسلم / سلمة بن عبد الأسد، وذكره في المغازي كثير وفي أشعار العرب كذلك.
وقال (1/114) محددا الجرثمي: وهو واقع... بين سلمى الجبل الثاني من جبلي طيء وبين جبل قطن.
أقول: الصحيح بأن الجرثمي قرية صغيرة تقع شرق جبل قطن، بينهما جبل الموشم [ القنان ] أما جبل سلمى فيقع شمال قطن.
وقال (1/184) عن وادي الثلبوت: واد يكتنفه آكام سود بين قطن وجبال الموشم والحاجر، وسيل ذلك الوادي يصب في الرمة.
أقول: قوله [ بين قطن وجبال الموشم والحاجر ] صحيح بأن وادي الثلبوت يجري بين قطن والحاجر، ولكن جبال الموشم بعيدة عنه حيث تقع شرق قطن والحاجر يقع غرب قطن. والواقع بأن هذا الوادي الكبير يجري بين جبل قطن ومنطقة الحاجر. ووادي الثلبوت: هو من روافد وادي الرمة الشمالية الكبيرة، ويسمى حديثا [ الشعبة ] وهو يسيل من الأماكن المرتفعة الواقعة غربي حائل ثم يمضي بعد أن يرفده عدة أودية وشعاب نحو الجنوب حتى يصب في الرمة شرق سمراء الحاجر وشمال قرية الشقران.
وقال (1/218) متحدثا عن وادي العشيرة الذي يبدأ من جبل قطن: وذكر صاحب المعجم ـ أي معجم البلدان ـ أن في وادي الرمة موضعا يقال له [ ذو العشيرة ] يصب من قطن.أقول: وادي العشيرة هو الاسم القديم لشعيب مباري، ويبدأ سيله من ضلعان مشاحيد شمال جبل قطن ويسير من الجهة الغربية منه نحو الجنوب مارا بقرية مباري حتى يصب في وادي المحلاني أحد روافد الرمة عند قرية جديد)).